# Weekend (tijdschrift)
Weekend is een Nederlands roddelblad dat sinds 1975 wekelijks verschijnt. Weekend wordt uitgegeven door Audax Publishing. Bekende hoofdredacteuren waren onder meer Hummie van der Tonnekreek, Bart Ettekoven, Marc van der Linden, Wim Schaap. 

## Oplage
De cijfers hieronder geven de totale betaalde gerichte oplage volgens HOI, Instituut voor Media Auditing weer.
- 1995: 355.260
- 2000: 246.024
- 2004: 217.120[1]
- 2006: 178.822[2]
- 2007: 157.087[3]
- 2010: 162.466
- 2011: 149.736 (-7,8%)[4]
- 2012: 135.132 (-9,8%)[5]
- 2013: 127.011 (-6,0%)
- 2014: 115.937 (-8,7%)
- 2015: 108.056 (-6,8%)
- 2016: 98.771 (-9,1%)
- 2017: 92.320 (-6,5%)
- 2018: 86.080 (-6,8%)
- 2019: 75.915 (-11,8%)
- 2020: 67.094 (-11,6%)
- 2021: 57.781 (-13,9%)
- 2022: 50.816 (-11,9%)